# جامع المنسف
جامع المنسف هو مسجد تاريخي يقع في محافظة الزلفي شمال غرب منطقة الرياض بالمملكة العربية السعودية، يتميز ببنائه على الطراز النجدي بالطريقة البدائية من الطين وخشب الأثل وجريد النخل. كان المسجد قديماً جامعاً ومكان للعبادة وأداء الصلاة وتعليم القرآن وعلومه لأهالي القرية.

## الموقع
يقع في في نفوذ الثويرات في محافظة الزلفي شمال غرب منطقة الرياض في المملكة العربية السعودية.  

## نبذة
يعود إنشائه لعام 1290هـ / 1829م، وقد تولى بناءه الشيخ علي بن جار الله بن غزي وذريته ومجموعة من الأسر بمحافظة الزلفي. التي عُرفت عبر التاريخ بموقعها الاستراتيجي كمنطقة للعبور مابين شمال السعودية ودول الخليج العربي والأراضي المقدسة. تبلغ مساحته الكلية نحو 200 متر مربع ويتسع لـ (87) مصلياً، ويتكون من بيت المسجد وبيت للصلاة، وسرحة و(فناء خارجي محاط بأسوار)، وخلوة أرضية (قبو)، إضافة إلى دورات مياه منفصلة عن الجامع، ومدخلان رئيسيان كلاهما في الواجهة الجنوبية.

## الترميم
مر الجامع بمراحل ترميم عبر التاريخ آخرها كان عام 1391هـ. عندما دخل المسجد ضمن مشروع الأمير محمد بن سلمان لتطوير المساجد التاريخية عام 1440هـ. أُعيد ترميمه باستخدام مواد محلية قديمة للمحافظه على طرازه التاريخي ليضم بيت الصلاة وسرحة (فناء خارجي) ومصلى للنساء ودورات مياه ومواضئ للرجال والنساء ومستودعاً، بمساحة 337 متر مربع، ويتسع لـ (150) مصلياً.